# Museum Nordenham
Das Museum Nordenham in einer ehemaligen Schule, Hansingstraße 18, Ecke Schulstraße, im niedersächsischen Nordenham im Landkreis Wesermarsch stammt vom Ende des 19. Jahrhunderts.

Aktuell (2023) wird es als städtisches Museum genutzt.
Das Gebäude steht unter Denkmalschutz (siehe auch Liste der Baudenkmale in Nordenham).

## Gebäudebeschreibung und Geschichte
Das zweigeschossige achtachsige verputzte historisierende Gebäude im Stil des Spätklassizismus mit flachem Walmdach, mit mehreren prägenden Dachhäusern, dem markanten Traufgesims, zwei geschossteilenden Gesimsen sowie gerahmten rechteckigen Fenstern wurde 1892 als Volksschule gebaut. An der vierachsigen Seite mit einem Eingang betonen zwei seitliche quadratische Felder die Fassade. Gegenüber wurden danach die Lehrerwohnhäuser Schulstraße gebaut.
Nach 1945 war hier bis 1964 die Grundschule Süd, die dann in Neubauten an der Südstraße 22 unterkam. Das Gebäude wurde dann zeitweise vom Gymnasium Nordenham genutzt und 1977 zum Museum umgebaut und mehrfach saniert.

Ein maritimer Teil eines ehemaligen Leuchtturmes betont vor dem Haus den Eingangsbereich.
Das Landesdenkmalamt befand zur Bedeutung: „ … wissenschaftlich, städtebaulich … .“

## Museum
Das Museum wird durch den Rüstringer Heimatbund begleitet.
Im Rundgang zur Stadtgeschichte werden in zeitlicher Abfolge die wesentlichen Entwicklungen dargestellt:
- Urzeitliche Besiedlung durch Chauken und Friesen
- Landgewinnung und Eindeichung der Weserinsel
- Gründung und Entwicklung des Hafens ab Mitte des 19. Jahrhunderts
  - Ausfuhr von Schlachtvieh nach England
  - Auswandererhafen
- Industriegründungen
- Die Zeitung und der Fotograf
- Fischerei und Schiffbau
- Nordenham im Zweiten Weltkrieg
- Nachkriegszeit

Zur Sammlung gehören als Leihgabe der Familie Lübben zwei Versionen des Bruderkussbildes von Hugo Zieger (1864–1932). Es zeigt (1910) die Enthauptungsszene von Dudde und Gerold Lübben (1419), Söhne des friesischen Stadländer Häuptlings Dide Lubben (* 1384; † nach 1414).

## Sonstiges
Jahresprogramme begleiten die Ausstellungen und Sonderausstellungen. In Filmen wird die Geschichte der Stadt und der Region sowie die des Stadtgründers Wilhelm Müller vorgestellt. 2019 wurde im Zusammenhang mit der Aktion Frauenort Niedersachsen eine Dauerausstellung mit Werken von Emy Rogge eröffnet. Zweimal erhielt es das Museumsgütesiegel für Niedersachsen. Trauungen im Museum können im Friesenzimmer stattfinden.
Die Militärhistorische Sammlung Nordenham befindet sich am alten Flakleitstand, Burhaver Straße 41. Das Museum Moorseer Mühle ist eine funktionsfähige Mühle.